# Ljuska (računarstvo)
Ljuska ili tumač naredbenog retka je računalni program koji prenosi naredbe koje unosi korisnik računalu na izvršenje. Sastavni je dio naredbenog sučelja.

## *n*x operacijski sustavi
Operacijski sustavi poput linuxa, Free/Open/NetBSD-a, Solarisa itd mogu imati instalirano nekoliko tekstualnih različitih ljuski. Česte su:
- bsh - Bourne shell
- bash - Bourne again shell' (defaultna ljuska na većini linux distribucija)
- csh
- tcsh
- ksh - Korn shell
- zsh

Paradigmi kernel-shell u grafičkom okruženju ljusci odgovara window manager.

## Microsoftovi operacijski sustavi
DOS je radio samo kao tekstualna ljuska, Windowsi 1,2 i 3 su bili produžetak koji se naslanjao na DOS. Od sustava Windows 95/NT grafičko sučelje je osnovno, a naredbenu ljusku korisnici pokreću kad im treba, jer većinu stvari mogu obaviti pomoću GUI programa.